# Sandvik
Sandvik es una compañía sueca, fundada en 1862 por Göran Fredrik Göransson en Sandviken. Es un grupo industrial de ingeniería de alta tecnología y un líder mundial en mecanizado, tecnología de materiales, minería y construcción. Cuenta con alrededor de 37 000 empleados en 130 países, con ventas anuales de aproximadamente 87 000 millones de coronas suecas. Posee 4 áreas de negocio.

## Áreas de negocio
- Sandvik Manufacturing and Machining Solutions: Un fabricante de herramientas y sistemas de herramientas para el corte avanzado de metales industriales. Existen por ejemplo la subárea Sandvik Coromant. Los productos se fabrican con carburo de cemento y otros materiales fuertes como diamante, nitruro de boro cúbico y cerámicas especiales. El área de negocios también comprende las áreas de fabricación aditiva y fabricación digital.

- Sandvik Mining and Rock Solutions: Un proveedor líder mundial en equipos, herramientas, repuestos, servicio y soluciones técnicas para las industrias de minería y construcción. Las áreas de aplicación incluyen perforación de rocas, corte de rocas, carga y transporte, creación de túneles y canteras.

- Sandvik Rock Processing Solutions: Un proveedor líder mundial en equipos, herramientas, repuestos, servicio y soluciones técnicas para las industrias de minería y construcción. Las áreas de aplicación incluyen perforación de rocas, corte de rocas, carga y transporte, creación de túneles y canteras.
- Sandvik Materials Technology: Un fabricante de productos en aceros inoxidables, aleaciones especiales y titanio, por emplejo tubo, tubería, barra, fleje y alambre. El área de negocios también comprende productos para calefacción industrial..